# Orthodontium australe
Orthodontium australe är en bladmossart som beskrevs av J. D. Hooker och William M. Wilson 1844. Orthodontium australe ingår i släktet Orthodontium och familjen Bryaceae. Inga underarter finns listade i Catalogue of Life.